# AN/TWQ-1 Avenger
Еве́нджер (англ. Avenger, [əˈvenʤə] — «месник») — американський самохідний зенітно-ракетний комплекс з кулеметом, який має позначення AN/TWQ-1 і забезпечує мобільну протиповітряну оборону малої дальності для наземних підрозділів від крилатих ракет, безпілотних літальних апаратів, літаків та гелікоптерів на малих висотах.
Евенджер спочатку був розроблений для Збройних сил Сполучених Штатів і використовується армією США. Система Avenger також використовувалася Корпусом морської піхоти США.

## Огляд
Евенджер представлений в основному в трьох конфігураціях: Базова, Slew-to-Cue і Up-Gun.
Базова конфігурація складається з гіростабілізованої башти протиповітряної оборони, встановленої на модифікованому важкому Humvee. Башта має дві пускові установки «Стінгер», кожна з яких здатна запускати до 4-х інфрачервоних/ультрафіолетових керованих ракет у швидкій послідовності. Евенджер можна підключити до системи командування, управління, зв'язку та розвідки передової зони протиповітряної оборони (FAAD C3I), яка дозволяє передавати зовнішні радіолокаційні треки та повідомлення до вогневої частини, щоб сповістити навідника.
Підсистема Slew-to-Cue (STC) дозволяє командиру або навіднику вибирати ціль, яку повідомляє FAAD C3I, для ураження з дисплея на консолі націлювання, розробленої на основі PCU Pony VT Miltope. Після вибору цілі башта може бути автоматично спрямована безпосередньо на ціль без суттєвих дій навідника.
Up-Gun Avenger був розроблений спеціально для 3-го бронетанкового кавалерійського полку для розгортання полку в Іраку в 2005 році. Модифікація була розроблена, щоб дозволити Avenger виконувати захист підрозділів і активів на додаток до своєї місії протиповітряної оборони. Праву ракетну капсулу було знято, а кулемет M3P калібру 12,7 мм (.50) переміщено на колишнє положення капсули. Це дозволило усунути обмеження безпеки кабіни вежі, що дозволило стріляти з кулемета безпосередньо перед HMMWV. Вісім Евенджерів підрозділу були модифіковані до цієї конфігурації. З передислокацією 3-го полку з Іраку, Up-Gun Avenger завершив свою роль в операції Iraqi Freedom, і Евенджери мають бути перетворені назад на системи STC.
Шасі Humvee має два варіанти: M998 HMMWV Avenger (вантажівка) і M1097 Heavy HMMWV Avenger (з посиленою бронею).

## Характеристики

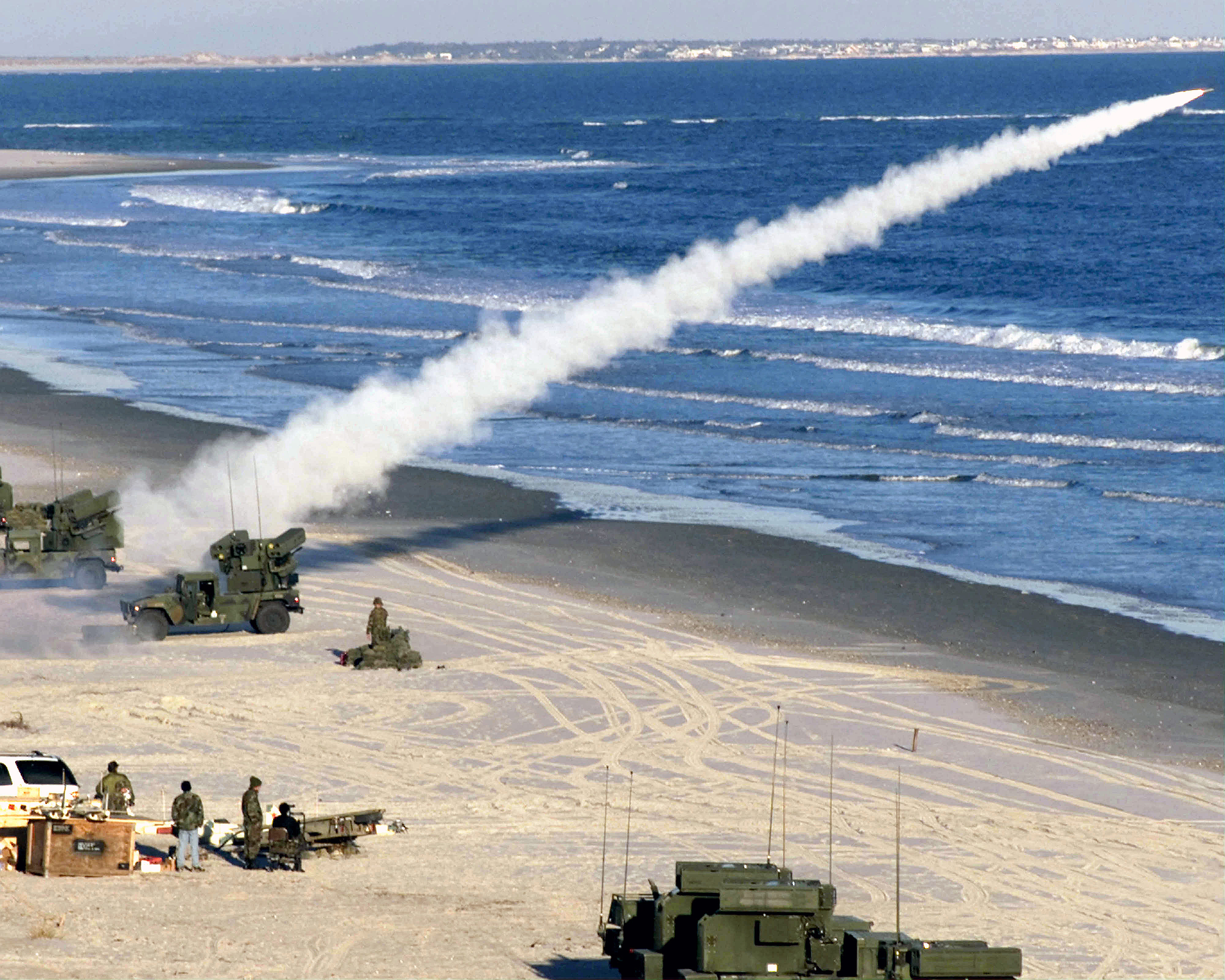
Ракета Stinger запущена ЗРК Avenger в Онслоу-Біч, Північна Кароліна у квітні 2000 року

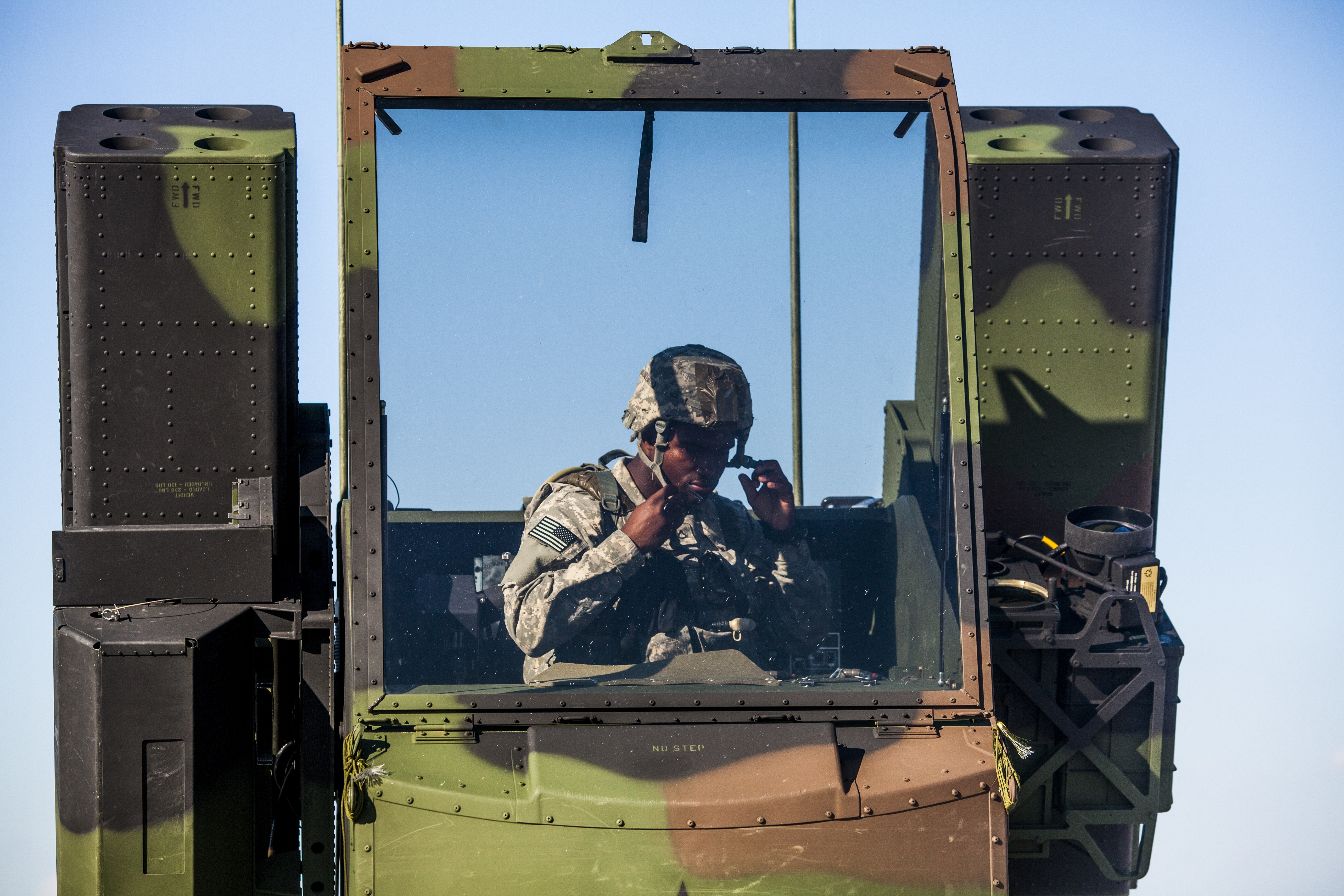
Кабіна оператора на Avenger

### Розміри
- Довжина — 4,95 м
- Ширина — 2,18 м
- Висота— 2,64 м
- Маса — 3 900 кг
- Екіпаж — 2 (базовий), 3 (варіант STC)
- Швидкість — 89 км/год
- Дальність їзди — 443 км
- Двигун — Detroit Diesel cooled V-8
- Потужність — 135 к.с. (99 кВт)

### Датчики
- Інфрачервона голівка самонаведення
- Лазерний далекомір
- Оптичний приціл

### Озброєння
- 4/8 готових до стрільби ракет FIM-92 Stinger, прицільна дальність 200 — 4500 м
- 1 кулемет M3P, виготовлений FN Herstal варіант Browning AN/M3, розроблений для використання в авіації під час Другої світової війни. Це кулемет калібру 12,7 мм (.50) з електронним спусковим гачком, який дозволяє стріляти як з пульта дистанційного керування (RCU), розташованого в кабіні водія, так і з пульта, розташованого в вежі Avenger. Він має швидкість стрільби від 950 до 1200 пострілів за хвилину. Завантажується одна коробка по 200—250 патронів за раз.

## Оператори

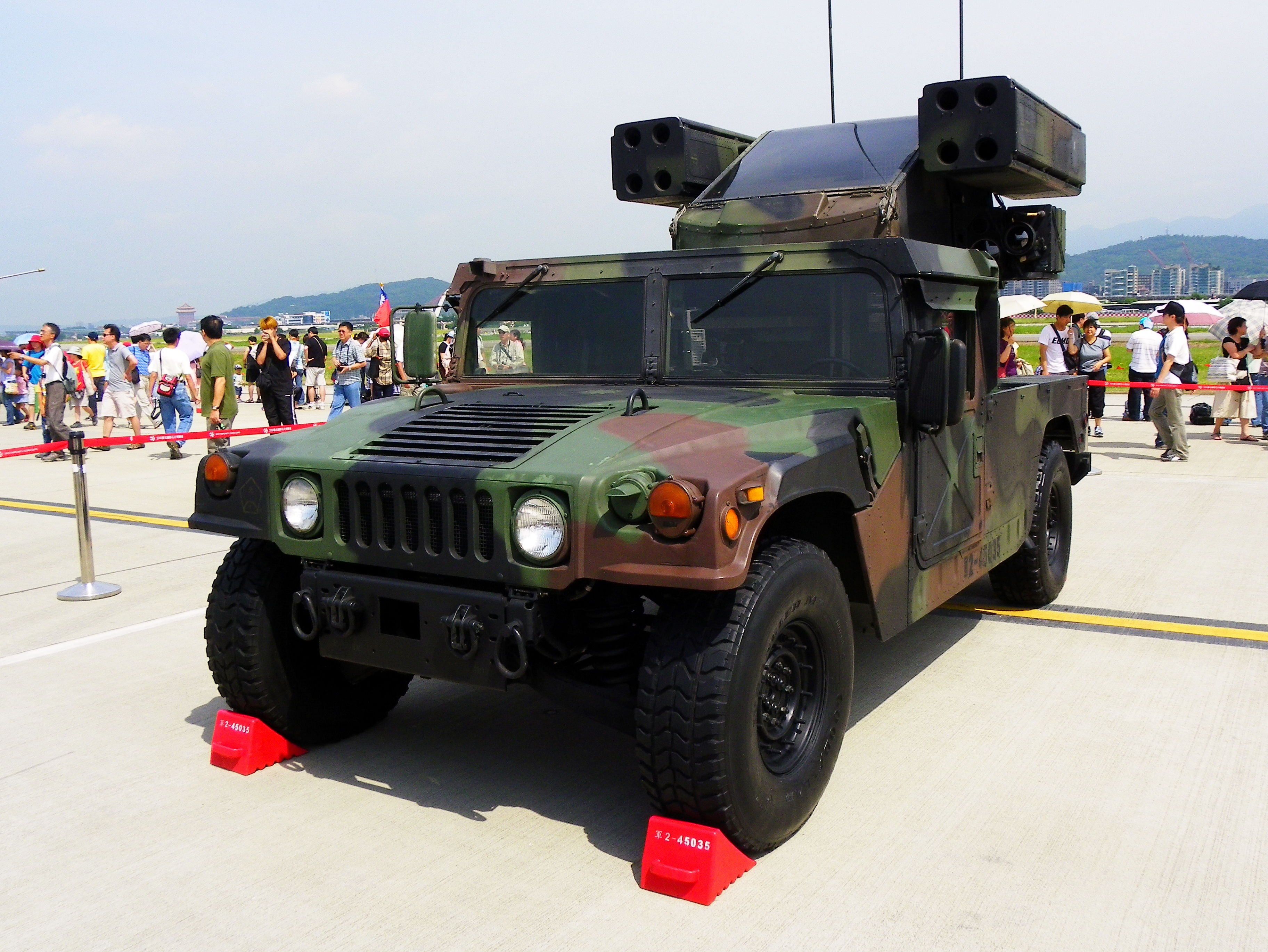
Avenger збройних сил Тайваню

- США — Армія та Корпус морської піхоти США
- Бахрейн
- Єгипет
- Ірак
- Тайвань
- Чилі
- Україна
  - 1129-й Білоцерківський зенітний ракетний полк[2]
  - невідомі підрозділи на фронті[2]

### Україна
Передачу чотирьох Avenger було анонсовано в листопаді 2022 року в складі пакета військової допомоги від США для захисту критичної інфраструктури від атак російських БПЛА та ракет. Ще 8 було передано в січні 2023 року.
Вперше системи заступили на бойове чергування у квітні 2023 року. Відомо про бойове застосування систем як на фронті, так і для захисту тилових міст від російських атак, зокрема, Києва. 